# 黒井村
黒井村（くろいむら）は、山口県豊浦郡にあった村。現在の下関市豊浦町の南東部、山陰本線・黒井村駅の周辺にあたる。
本項では発足時の名称である豊西東村（とよにしひがしそん）についても述べる。

## 地理
- 河川：響灘
- 山岳：鬼ヶ城、狩音山

## 歴史
- 1889年（明治22年）4月1日 - 町村制の施行により、厚母郷村・黒井村・吉永村・涌田後地の区域をもって豊西東村が発足。
- 1898年（明治31年）9月1日 - 豊西東村が改称して黒井村となる。
- 1955年（昭和30年）4月1日 - 豊西村・川棚村および宇賀村の一部（大字宇賀）と合併して豊浦町が発足。同日黒井村廃止。

## 交通

### 鉄道路線
- 日本国有鉄道
  - 山陰本線
    - 黒井村駅 - 梅ケ峠駅